# Lijst van Formule 1-coureurs met een snelste ronde
De Lijst van Formule 1-coureurs met een snelste ronde bevat alle Formule 1-coureurs die één of meer snelste rondes hebben gereden tijdens een Grand Prix.
- De winnaars van de Indianapolis 500 van 1950 tot 1960 zijn opgenomen in de lijst omdat de race toen meetelde voor het kampioenschap. De Indy 500 wordt echter niet beschouwd als een grand prix.

## Aantal snelste rondes per coureur
Tabel bijgewerkt tot en met de GP van Hongarije, 3 augustus 2025.
Bij gelijk aantal snelste rondes wordt de volgorde chronologisch bepaald door het jaar van de eerst behaalde snelste ronde.
| Legenda | Legenda                              |
| ------- | ------------------------------------ |
| Vet     | Coureur actief in 2025               |
| *       | Aantal keer Formule 1 Wereldkampioen |

|    | Coureur                   | Land                | Aantal snelste rondes | Actieve jaren                 | Eerste snelste ronde       | Laatste snelste ronde      |
| -- | ------------------------- | ------------------- | --------------------- | ----------------------------- | -------------------------- | -------------------------- |
| 1  | Michael Schumacher******* | Duitsland           | 77                    | 1991–2006 2010–2012           | België 1992                | Duitsland 2012             |
| 2  | Lewis Hamilton*******     | Verenigd Koninkrijk | 67                    | 2007–heden                    | Maleisië 2007              | Canada 2024                |
| 3  | Kimi Räikkönen*           | Finland             | 46                    | 2001–2009 2012–2021           | Australië 2002             | Oostenrijk 2018            |
| 4  | Alain Prost****           | Frankrijk           | 41                    | 1980–1991 1993                | Frankrijk 1981             | Japan 1993                 |
| 5  | Sebastian Vettel****      | Duitsland           | 38                    | 2007–2022                     | Groot-Brittannië 2009      | België 2019                |
| 6  | Max Verstappen****        | Nederland           | 34                    | 2015–heden                    | Brazilië 2016              | Emilia-Romagna 2025        |
| 7  | Nigel Mansell*            | Verenigd Koninkrijk | 30                    | 1980–1992 1994–1995           | Europa 1983                | Japan 1992                 |
| 8  | Jim Clark**               | Verenigd Koninkrijk | 28                    | 1960–1968                     | Nederland 1961             | Zuid-Afrika 1968           |
| 9  | Fernando Alonso**         | Spanje              | 26                    | 2001 2003–2018 2021–heden     | Canada 2003                | Oostenrijk 2024            |
| 10 | Mika Häkkinen**           | Finland             | 25                    | 1991–2001                     | Italië 1997                | Hongarije 2001             |
| 11 | Niki Lauda***             | Oostenrijk          | 24                    | 1971–1979 1982–1985           | Spanje 1974                | Duitsland 1985             |
| 12 | Juan Manuel Fangio*****   | Argentinië          | 23                    | 1950–1951 1953–1958           | Monaco 1950                | Argentinië 1958            |
| 12 | Nelson Piquet sr.***      | Brazilië            | 23                    | 1978–1991                     | Verenigde Staten 1979      | Mexico 1987                |
| 14 | Gerhard Berger            | Oostenrijk          | 21                    | 1984–1997                     | Duitsland 1986             | Duitsland 1997             |
| 15 | Nico Rosberg*             | Duitsland           | 20                    | 2006–2016                     | Bahrein 2006               | Maleisië 2016              |
| 16 | Stirling Moss             | Verenigd Koninkrijk | 19                    | 1951–1961                     | Groot-Brittannië 1954      | Monaco 1961                |
| 16 | Ayrton Senna***           | Brazilië            | 19                    | 1984–1994                     | Monaco 1984                | Europa 1993                |
| 16 | Damon Hill*               | Verenigd Koninkrijk | 19                    | 1992–1999                     | Groot-Brittannië 1993      | Hongarije 1996             |
| 16 | Mark Webber               | Australië           | 19                    | 2002–2013                     | Hongarije 2009             | Brazilië 2013              |
| 16 | Valtteri Bottas           | Finland             | 19                    | 2013–2024                     | Rusland 2014               | Mexico-Stad 2021           |
| 21 | David Coulthard           | Verenigd Koninkrijk | 18                    | 1994–2008                     | Duitsland 1994             | Frankrijk 2002             |
| 22 | Rubens Barrichello        | Brazilië            | 17                    | 1993–2011                     | Australië 2000             | Spanje 2009                |
| 22 | Daniel Ricciardo          | Australië           | 17                    | 2011–2022 2023–2024           | Abu Dhabi 2014             | Singapore 2024             |
| 22 | Lando Norris              | Verenigd Koninkrijk | 17                    | 2018–heden                    | Oostenrijk 2020            | Monaco 2025                |
| 25 | Jackie Stewart***         | Verenigd Koninkrijk | 15                    | 1965–1973                     | Duitsland 1968             | Italië 1973                |
| 25 | Clay Regazzoni            | Zwitserland         | 15                    | 1970–1980                     | Oostenrijk 1970            | Italië 1979                |
| 25 | Felipe Massa              | Brazilië            | 15                    | 2002 2004–2017                | Spanje 2006                | Canada 2014                |
| 28 | Jacky Ickx                | België              | 14                    | 1967–1979                     | Duitsland 1969             | Italië 1972                |
| 29 | Alan Jones*               | Australië           | 13                    | 1975–1981 1983 1985–1986      | Verenigde Staten West 1978 | Nederland 1981             |
| 29 | Riccardo Patrese          | Italië              | 13                    | 1977–1993                     | Monaco 1982                | Duitsland 1992             |
| 31 | Alberto Ascari**          | Italië              | 12                    | 1950–1955                     | België 1952                | Spanje 1954                |
| 31 | Jack Brabham***           | Australië           | 12                    | 1955–1970                     | Monaco 1959                | Groot-Brittannië 1970      |
| 31 | René Arnoux               | Frankrijk           | 12                    | 1978–1989                     | Frankrijk 1979             | Nederland 1984             |
| 31 | Juan Pablo Montoya        | Colombia            | 12                    | 2001–2006                     | Europa 2001                | Turkije 2005               |
| 31 | Sergio Pérez              | Mexico              | 12                    | 2011–2024                     | Monaco 2012                | België 2024                |
| 36 | John Surtees*             | Verenigd Koninkrijk | 11                    | 1960–1972                     | Portugal 1960              | Zuid-Afrika 1970           |
| 37 | Graham Hill**             | Verenigd Koninkrijk | 10                    | 1958–1975                     | Groot-Brittannië 1960      | Verenigde Staten 1967      |
| 37 | Mario Andretti*           | Verenigde Staten    | 10                    | 1968–1972 1974–1982           | Zuid-Afrika 1971           | Italië 1978                |
| 37 | Charles Leclerc           | Monaco              | 10                    | 2018–heden                    | Bahrein 2019               | Mexico-Stad 2024           |
| 37 | George Russell            | Verenigd Koninkrijk | 10                    | 2019–heden                    | Sakhir 2020                | Hongarije 2025             |
| 41 | Denny Hulme*              | Nieuw-Zeeland       | 9                     | 1965–1974                     | Nederland 1966             | België 1974                |
| 41 | Ronnie Peterson           | Zweden              | 9                     | 1970–1978                     | Spanje 1973                | Oostenrijk 1978            |
| 41 | Jacques Villeneuve*       | Canada              | 9                     | 1996–2006                     | Australië 1996             | Oostenrijk 1997            |
| 44 | James Hunt*               | Verenigd Koninkrijk | 8                     | 1973–1979                     | Groot-Brittannië 1973      | Groot-Brittannië 1977      |
| 44 | Gilles Villeneuve         | Canada              | 8                     | 1977–1982                     | Argentinië 1978            | San Marino 1981            |
| 44 | Ralf Schumacher           | Duitsland           | 8                     | 1997–2007                     | Italië 1999                | België 2005                |
| 44 | Jenson Button*            | Verenigd Koninkrijk | 8                     | 2000–2017                     | Maleisië 2009              | India 2012                 |
| 48 | Jacques Laffite           | Frankrijk           | 7                     | 1974–1986                     | Japan 1976                 | Europa 1985                |
| 49 | Oscar Piastri             | Australië           | 7                     | 2023–heden                    | Italië 2023                | Groot-Brittannië 2025      |
| 50 | José Froilán González     | Argentinië          | 6                     | 1950–1957 1960                | Italië 1952                | Italië 1954                |
| 50 | Mike Hawthorn*            | Verenigd Koninkrijk | 6                     | 1952–1958                     | Groot-Brittannië 1954      | Portugal 1958              |
| 50 | Phil Hill*                | Verenigde Staten    | 6                     | 1958–1964 1966                | Italië 1958                | Duitsland 1961             |
| 50 | Dan Gurney                | Verenigde Staten    | 6                     | 1959–1968 1970                | Zuid-Afrika 1963           | Duitsland 1967             |
| 50 | Emerson Fittipaldi**      | Brazilië            | 6                     | 1970–1980                     | Argentinië 1973            | Verenigde Staten 1975      |
| 50 | Carlos Reutemann          | Argentinië          | 6                     | 1972–1982                     | Zuid-Afrika 1974           | Italië 1981                |
| 50 | Heinz-Harald Frentzen     | Duitsland           | 6                     | 1994–2003                     | Australië 1997             | Europa 1997                |
| 57 | Nino Farina*              | Italië              | 5                     | 1950–1955                     | Groot-Brittannië 1950      | Italië 1951                |
| 57 | José Carlos Pace          | Brazilië            | 5                     | 1972–1977                     | Duitsland 1973             | Zuid-Afrika 1975           |
| 57 | Jody Scheckter*           | Zuid-Afrika         | 5                     | 1972–1980                     | Frankrijk 1974             | Japan 1977                 |
| 57 | John Watson               | Verenigd Koninkrijk | 5                     | 1973–1983 1985                | Zuid-Afrika 1977           | Verenigde Staten Oost 1983 |
| 57 | Didier Pironi             | Frankrijk           | 5                     | 1978–1982                     | Groot-Brittannië 1980      | Canada 1982                |
| 57 | Michele Alboreto          | Italië              | 5                     | 1981–1994                     | Las Vegas 1982             | Italië 1988                |
| 63 | Jean-Pierre Beltoise      | Frankrijk           | 4                     | 1967–1974                     | Spanje 1968                | Monaco 1972                |
| 63 | Jo Siffert                | Zwitserland         | 4                     | 1962–1971                     | Groot-Brittannië 1968      | Oostenrijk 1971            |
| 63 | Patrick Depailler         | Frankrijk           | 4                     | 1972 1974–1980                | Zweden 1974                | Monaco 1979                |
| 63 | Jean Alesi                | Frankrijk           | 4                     | 1989–2001                     | Verenigde Staten 1991      | Monaco 1996                |
| 63 | Carlos Sainz jr.          | Spanje              | 4                     | 2015–heden                    | Stiermarken 2020           | Groot-Brittannië 2024      |
| 68 | Bill Vukovich             | Verenigde Staten    | 3                     | 1951–1955                     | Indianapolis 500 1952      | Indianapolis 500 1955      |
| 68 | Tony Brooks               | Verenigd Koninkrijk | 3                     | 1956–1961                     | Italië 1957                | Groot-Brittannië 1961      |
| 68 | Bruce McLaren             | Nieuw-Zeeland       | 3                     | 1959–1970                     | Groot-Brittannië 1959      | Nederland 1962             |
| 68 | Richie Ginther            | Verenigde Staten    | 3                     | 1960–1967                     | Monaco 1961                | Mexico 1966                |
| 68 | Chris Amon                | Nieuw-Zeeland       | 3                     | 1963–1976                     | België 1970                | Frankrijk 1972             |
| 68 | Jochen Rindt*             | Oostenrijk          | 3                     | 1964–1970                     | Spanje 1969                | Monaco 1970                |
| 68 | Jean-Pierre Jarier        | Frankrijk           | 3                     | 1971 1973–1983                | Brazilië 1975              | Verenigde Staten 1978      |
| 68 | Keke Rosberg*             | Finland             | 3                     | 1978–1986                     | Frankrijk 1985             | Australië 1985             |
| 68 | Pierre Gasly              | Frankrijk           | 3                     | 2017–heden                    | China 2019                 | Hongarije 2021             |
| 68 | Kevin Magnussen           | Denemarken          | 3                     | 2014 2016–2020 2022–heden     | Singapore 2018             | Abu Dhabi 2024             |
| 78 | Jim Rathmann              | Verenigde Staten    | 2                     | 1950 1952–1960                | Indianapolis 500 1957      | Indianapolis 500 1960      |
| 78 | Lorenzo Bandini           | Italië              | 2                     | 1961–1967                     | Monaco 1966                | Frankrijk 1966             |
| 78 | François Cevert           | Frankrijk           | 2                     | 1970–1973                     | Duitsland 1971             | België 1973                |
| 78 | Jochen Mass               | Duitsland           | 2                     | 1973–1982                     | Frankrijk 1975             | Spanje 1976                |
| 78 | Derek Warwick             | Verenigd Koninkrijk | 2                     | 1981–1990 1993                | Nederland 1982             | Verenigde Staten Oost 1984 |
| 78 | Patrick Tambay            | Frankrijk           | 2                     | 1977–1979 1981–1986           | Canada 1983                | Zuid-Afrika 1984           |
| 78 | Teo Fabi                  | Italië              | 2                     | 1982 1984–1987                | Italië 1986                | San Marino 1987            |
| 78 | Alessandro Nannini        | Italië              | 2                     | 1986–1990                     | Duitsland 1988             | San Marino 1990            |
| 78 | Giancarlo Fisichella      | Italië              | 2                     | 1996–2009                     | Spanje 1997                | Spanje 2005                |
| 78 | Heikki Kovalainen         | Finland             | 2                     | 2007–2013                     | Australië 2008             | Bahrein 2008               |
| 78 | Nick Heidfeld             | Duitsland           | 2                     | 2000–2011                     | Maleisië 2008              | Duitsland 2008             |
| 78 | Nico Hülkenberg           | Duitsland           | 2                     | 2010 2012–2020 2022–heden     | Singapore 2012             | China 2016                 |
| 78 | Zhou Guanyu               | China               | 2                     | 2022–heden                    | Japan 2022                 | Bahrein 2023               |
| 78 | Kimi Antonelli            | Italië              | 2                     | 2025–heden                    | Japan 2025                 | België 2025                |
| 92 | Johnnie Parsons           | Verenigde Staten    | 1                     | 1950–1958                     | Indianapolis 500 1950      | Indianapolis 500 1950      |
| 92 | Lee Wallard               | Verenigde Staten    | 1                     | 1950–1951                     | Indianapolis 500 1951      | Indianapolis 500 1951      |
| 92 | Piero Taruffi             | Italië              | 1                     | 1950–1956                     | Zwitserland 1952           | Zwitserland 1952           |
| 92 | Luigi Villoresi           | Italië              | 1                     | 1950–1956                     | Nederland 1953             | Nederland 1953             |
| 92 | Jack McGrath              | Verenigde Staten    | 1                     | 1950–1955                     | Indianapolis 500 1954      | Indianapolis 500 1954      |
| 92 | Hans Herrmann             | Duitsland           | 1                     | 1953–1955 1957–1961           | Frankrijk 1954             | Frankrijk 1954             |
| 92 | Onofre Marimón            | Argentinië          | 1                     | 1951 1953–1954                | Groot-Brittannië 1954      | Groot-Brittannië 1954      |
| 92 | Jean Behra                | Frankrijk           | 1                     | 1952–1959                     | Groot-Brittannië 1954      | Groot-Brittannië 1954      |
| 92 | Karl Kling                | Duitsland           | 1                     | 1954–1955                     | Duitsland 1954             | Duitsland 1954             |
| 92 | Roberto Mieres            | Argentinië          | 1                     | 1953–1955                     | Nederland 1955             | Nederland 1955             |
| 92 | Paul Russo                | Verenigde Staten    | 1                     | 1950 1953–1959                | Indianapolis 500 1956      | Indianapolis 500 1956      |
| 92 | Luigi Musso               | Italië              | 1                     | 1953–1958                     | Frankrijk 1957             | Frankrijk 1957             |
| 92 | Tony Bettenhausen         | Verenigde Staten    | 1                     | 1950–1960                     | Indianapolis 500 1958      | Indianapolis 500 1958      |
| 92 | Johnny Thomson            | Verenigde Staten    | 1                     | 1953–1960                     | Indianapolis 500 1959      | Indianapolis 500 1959      |
| 92 | Maurice Trintignant       | Frankrijk           | 1                     | 1950–1964                     | Verenigde Staten 1959      | Verenigde Staten 1959      |
| 92 | Innes Ireland             | Verenigd Koninkrijk | 1                     | 1959–1966                     | België 1960                | België 1960                |
| 92 | Giancarlo Baghetti        | Italië              | 1                     | 1961–1967                     | Italië 1961                | Italië 1961                |
| 92 | Ludovico Scarfiotti       | Italië              | 1                     | 1963–1968                     | Italië 1966                | Italië 1966                |
| 92 | Richard Attwood           | Verenigd Koninkrijk | 1                     | 1964–1965 1967–1969           | Monaco 1968                | Monaco 1968                |
| 92 | Pedro Rodríguez           | Mexico              | 1                     | 1963–1971                     | Frankrijk 1968             | Frankrijk 1968             |
| 92 | Jackie Oliver             | Verenigd Koninkrijk | 1                     | 1968–1973 1977                | Italië 1968                | Italië 1968                |
| 92 | Henri Pescarolo           | Frankrijk           | 1                     | 1968 1970–1974 1976           | Italië 1971                | Italië 1971                |
| 92 | Mike Hailwood             | Verenigd Koninkrijk | 1                     | 1963–1965 1971–1974           | Zuid-Afrika 1972           | Zuid-Afrika 1972           |
| 92 | Vittorio Brambilla        | Italië              | 1                     | 1974–1980                     | Oostenrijk 1975            | Oostenrijk 1975            |
| 92 | Gunnar Nilsson            | Zweden              | 1                     | 1976–1977                     | België 1977                | België 1977                |
| 92 | Marc Surer                | Zwitserland         | 1                     | 1979–1986                     | Brazilië 1981              | Brazilië 1981              |
| 92 | Brian Henton              | Verenigd Koninkrijk | 1                     | 1975, 1977 1981–1982          | Groot-Brittannië 1982      | Groot-Brittannië 1982      |
| 92 | Andrea de Cesaris         | Italië              | 1                     | 1980–1994                     | België 1983                | België 1983                |
| 92 | Jonathan Palmer           | Verenigd Koninkrijk | 1                     | 1983–1989                     | Canada 1989                | Canada 1989                |
| 92 | Maurício Gugelmin         | Brazilië            | 1                     | 1988–1992                     | Frankrijk 1989             | Frankrijk 1989             |
| 92 | Satoru Nakajima           | Japan               | 1                     | 1987–1991                     | Australië 1989             | Australië 1989             |
| 92 | Thierry Boutsen           | België              | 1                     | 1983–1993                     | Duitsland 1990             | Duitsland 1990             |
| 92 | Bertrand Gachot           | België              | 1                     | 1989–1992 1994–1995           | Hongarije 1991             | Hongarije 1991             |
| 92 | Roberto Moreno            | Brazilië            | 1                     | 1982, 1987 1989–1992 1995     | België 1991                | België 1991                |
| 92 | Alexander Wurz            | Oostenrijk          | 1                     | 1997–2000 2005, 2007          | Argentinië 1998            | Argentinië 1998            |
| 92 | Eddie Irvine              | Verenigd Koninkrijk | 1                     | 1993–2002                     | Canada 1999                | Canada 1999                |
| 92 | Pedro de la Rosa          | Spanje              | 1                     | 1999–2002 2005–2006 2010–2012 | Bahrein 2005               | Bahrein 2005               |
| 92 | Jarno Trulli              | Italië              | 1                     | 1997–2011                     | Bahrein 2009               | Bahrein 2009               |
| 92 | Timo Glock                | Duitsland           | 1                     | 2004 2008–2012                | Europa 2009                | Europa 2009                |
| 92 | Adrian Sutil              | Duitsland           | 1                     | 2007–2011 2013–2014           | Italië 2009                | Italië 2009                |
| 92 | Vitali Petrov             | Rusland             | 1                     | 2010–2012                     | Turkije 2010               | Turkije 2010               |
| 92 | Robert Kubica             | Polen               | 1                     | 2006–2010 2019, 2021          | Canada 2010                | Canada 2010                |
| 92 | Kamui Kobayashi           | Japan               | 1                     | 2009–2012 2014                | China 2012                 | China 2012                 |
| 92 | Romain Grosjean           | Frankrijk           | 1                     | 2009 2012–2020                | Spanje 2012                | Spanje 2012                |
| 92 | Bruno Senna               | Brazilië            | 1                     | 2010–2012                     | België 2012                | België 2012                |
| 92 | Esteban Gutiérrez         | Mexico              | 1                     | 2013–2014 2016                | Spanje 2013                | Spanje 2013                |
| 92 | Daniil Kvjat              | Rusland             | 1                     | 2014–2017 2019–2020           | Spanje 2016                | Spanje 2016                |
| 92 | Yuki Tsunoda              | Japan               | 1                     | 2021–heden                    | Verenigde Staten 2023      | Verenigde Staten 2023      |
| 92 | Esteban Ocon              | Frankrijk           | 1                     | 2016–2018 2020–heden          | Verenigde Staten 2024      | Verenigde Staten 2024      |

## Aantal snelste rondes naar nationaliteit
Tabel bijgewerkt tot en met de GP van Hongarije, 3 augustus 2025.
| Legenda | Legenda                |
| ------- | ---------------------- |
| Vet     | Coureur actief in 2025 |

|    | Land                | Aantal snelste rondes | Aantal coureurs | Coureurs |
| -- | ------------------- | --------------------- | --------------- | --- |
| 1  | Verenigd Koninkrijk | 281                   | 24              | Lewis Hamilton (67), Nigel Mansell (30), Jim Clark (28), Stirling Moss (19), Damon Hill (19), David Coulthard (18), Lando Norris (17), Jackie Stewart (15), John Surtees (11), Graham Hill (10), George Russell (10), James Hunt (8), Jenson Button (8), Mike Hawthorn (6), John Watson (5), Tony Brooks (3), Derek Warwick (2), Innes Ireland (1), Richard Attwood (1), Jackie Oliver (1), Mike Hailwood (1), Brian Henton (1), Jonathan Palmer (1), Eddie Irvine (1) |
| 2  | Duitsland           | 159                   | 12              | Michael Schumacher (77), Sebastian Vettel (38), Nico Rosberg (20), Ralf Schumacher (8), Heinz-Harald Frentzen (6), Jochen Mass (2), Nick Heidfeld (2), Nico Hülkenberg (2), Hans Herrmann (1), Karl Kling (1), Timo Glock (1), Adrian Sutil (1) |
| 3  | Finland             | 95                    | 5               | Kimi Räikkönen (46), Mika Häkkinen (25), Valtteri Bottas (19), Keke Rosberg (3), Heikki Kovalainen (2) |
| 4  | Frankrijk           | 92                    | 16              | Alain Prost (41), René Arnoux (12), Jacques Laffite (7), Didier Pironi (5), Jean-Pierre Beltoise (4), Patrick Depailler (4), Jean Alesi (4), Jean-Pierre Jarier (3), Pierre Gasly (3), François Cevert (2), Patrick Tambay (2), Jean Behra (1), Maurice Trintignant (1), Henri Pescarolo (1), Romain Grosjean (1), Esteban Ocon (1) |
| 5  | Brazilië            | 88                    | 9               | Nelson Piquet sr. (23), Ayrton Senna (19), Rubens Barrichello (17), Felipe Massa (15), Emerson Fittipaldi (6), José Carlos Pace (5), Mauricio Gugelmin (1), Roberto Moreno (1), Bruno Senna (1) |
| 6  | Australië           | 68                    | 4               | Mark Webber (19), Daniel Ricciardo (17), Alan Jones (13), Jack Brabham (12), Oscar Piastri (7) |
| 7  | Italië              | 53                    | 17              | Riccardo Patrese (13), Alberto Ascari (12), Giuseppe Farina (5), Michele Alboreto (5), Lorenzo Bandini (2), Teo Fabi (2), Alessandro Nannini (2), Giancarlo Fisichella (2), Kimi Antonelli (2), Piero Taruffi (1), Luigi Villoresi (1), Luigi Musso (1), Giancarlo Baghetti (1), Ludovico Scarfiotti (1), Vittorio Brambilla (1), Andrea de Cesaris (1), Jarno Trulli (1)                                                                                              |
| 8  | Oostenrijk          | 49                    | 4               | Niki Lauda (24), Gerhard Berger (21), Jochen Rindt (3), Alexander Wurz (1) |
| 9  | Argentinië          | 37                    | 5               | Juan Manuel Fangio (23), José Froilán González (6), Carlos Reutemann (6), Onofre Marimón (1), Roberto Mieres (1) |
| 10 | Verenigde Staten    | 36                    | 12              | Mario Andretti (10), Phil Hill (6), Dan Gurney (6), Bill Vukovich (3), Richie Ginther (3), Jim Rathmann (2), Johnnie Parsons (1), Lee Wallard (1), Jack McGrath (1), Paul Russo (1), Tony Bettenhausen (1), Johnny Thomson (1), |
| 11 | Nederland           | 34                    | 1               | Max Verstappen (34) |
| 12 | Spanje              | 31                    | 3               | Fernando Alonso (26), Carlos Sainz jr. (4), Pedro de la Rosa (1) |
| 13 | Zwitserland         | 20                    | 3               | Clay Regazzoni (15), Jo Siffert (4), Marc Surer (1) |
| 14 | Canada              | 17                    | 2               | Jacques Villeneuve (9), Gilles Villeneuve (8) |
| 15 | België              | 16                    | 3               | Jacky Ickx (14), Thierry Boutsen (1), Bertrand Gachot (1) |
| 16 | Nieuw-Zeeland       | 15                    | 3               | Denny Hulme (9), Bruce McLaren (3), Chris Amon (3) |
| 17 | Mexico              | 14                    | 3               | Sergio Pérez (12), Pedro Rodríguez (1), Esteban Gutiérrez (1) |
| 18 | Colombia            | 12                    | 1               | Juan Pablo Montoya (12) |
| 19 | Zweden              | 10                    | 2               | Ronnie Peterson (9), Gunnar Nilsson (1) |
| 19 | Monaco              | 10                    | 1               | Charles Leclerc (10) |
| 21 | Zuid-Afrika         | 5                     | 1               | Jody Scheckter (5) |
| 22 | Japan               | 3                     | 3               | Satoru Nakajima (1), Kamui Kobayashi (1), Yuki Tsunoda (1) |
| 22 | Denemarken          | 3                     | 1               | Kevin Magnussen (3) |
| 24 | Rusland             | 2                     | 2               | Vitali Petrov (1), Daniil Kvjat (1) |
| 24 | China               | 2                     | 1               | Zhou Guanyu (2) |
| 26 | Polen               | 1                     | 1               | Robert Kubica (1) |

## Meeste snelste rondes per seizoen
Tabel bijgewerkt tot en met de GP van Hongarije, 3 augustus 2025.
| Legenda | Legenda                                    |
| ------- | ------------------------------------------ |
|         | Coureur actief in 2025                     |
| Vet     | Formule 1 Wereldkampioen in hetzelfde jaar |

| Seizoen | Coureur               | Constructeur               | Aantal snelste rondes | Aantal races | Percentage |
| ------- | --------------------- | -------------------------- | --------------------- | ------------ | ---------- |
| 1950    | Nino Farina           | Alfa Romeo                 | 3                     | 7            | 42,86%     |
| 1950    | Juan Manuel Fangio    | Alfa Romeo                 | 3                     | 7            | 42,86%     |
| 1951    | Juan Manuel Fangio    | Alfa Romeo                 | 5                     | 8            | 62,50%     |
| 1952    | Alberto Ascari        | Ferrari                    | 6                     | 8            | 75,00%     |
| 1953    | Alberto Ascari        | Ferrari                    | 5                     | 9            | 55,56%     |
| 1954    | Juan Manuel Fangio    | Maserati Mercedes-Benz     | 3                     | 9            | 33,33%     |
| 1954    | José Froilán González | Ferrari                    | 3                     | 9            | 33,33%     |
| 1955    | Juan Manuel Fangio    | Mercedes-Benz              | 3                     | 7            | 42,86%     |
| 1956    | Juan Manuel Fangio    | Ferrari                    | 4                     | 8            | 50,00%     |
| 1957    | Stirling Moss         | Maserati Vanwall           | 3                     | 8            | 37,50%     |
| 1958    | Mike Hawthorn         | Ferrari                    | 5                     | 11           | 45,45%     |
| 1959    | Stirling Moss         | Cooper-Climax              | 4                     | 9            | 44,44%     |
| 1960    | Jack Brabham          | Cooper-Climax              | 3                     | 10           | 30,00%     |
| 1961    | Phil Hill             | Ferrari                    | 2                     | 8            | 25,00%     |
| 1961    | Richie Ginther        | Ferrari                    | 2                     | 8            | 25,00%     |
| 1962    | Graham Hill           | BRM                        | 5                     | 9            | 55,56%     |
| 1963    | Jim Clark             | Lotus-Climax               | 6                     | 10           | 60,00%     |
| 1964    | Jim Clark             | Lotus-Climax               | 4                     | 10           | 40,00%     |
| 1965    | Jim Clark             | Lotus-Climax               | 6                     | 10           | 60,00%     |
| 1966    | John Surtees          | Ferrari                    | 3                     | 9            | 33,33%     |
| 1967    | Jim Clark             | Lotus-Ford                 | 5                     | 11           | 45,45%     |
| 1968    | Jo Siffert            | Lotus-Ford                 | 3                     | 12           | 25,00%     |
| 1969    | Jackie Stewart        | Matra-Ford                 | 5                     | 11           | 45,45%     |
| 1970    | Jacky Ickx            | Ferrari                    | 5                     | 13           | 38,46%     |
| 1971    | Jackie Stewart        | Tyrrell-Ford               | 3                     | 11           | 27,27%     |
| 1971    | Jacky Ickx            | Ferrari                    | 3                     | 11           | 27,27%     |
| 1972    | Jackie Stewart        | Tyrrell-Ford               | 4                     | 12           | 33,33%     |
| 1973    | Emerson Fittipaldi    | Lotus-Ford                 | 5                     | 15           | 33,33%     |
| 1974    | Clay Regazzoni        | Ferrari                    | 3                     | 15           | 20,00%     |
| 1974    | Niki Lauda            | Ferrari                    | 3                     | 15           | 20,00%     |
| 1975    | Clay Regazzoni        | Ferrari                    | 4                     | 14           | 28,57%     |
| 1976    | Niki Lauda            | Ferrari                    | 4                     | 16           | 25,00%     |
| 1977    | Mario Andretti        | Lotus-Ford                 | 4                     | 17           | 23,53%     |
| 1978    | Niki Lauda            | Brabham-Alfa Romeo         | 4                     | 16           | 25,00%     |
| 1979    | Gilles Villeneuve     | Ferrari                    | 6                     | 15           | 40,00%     |
| 1980    | Alan Jones            | Williams-Ford              | 5                     | 14           | 21,43%     |
| 1981    | Alan Jones            | Renault                    | 5                     | 15           | 33,33%     |
| 1982    | Alain Prost           | Renault                    | 4                     | 16           | 25,00%     |
| 1983    | Nelson Piquet         | Brabham-BMW                | 4                     | 15           | 26,67%     |
| 1984    | Niki Lauda            | McLaren-TAG                | 5                     | 16           | 31,25%     |
| 1985    | Alain Prost           | McLaren-TAG                | 5                     | 16           | 31,25%     |
| 1986    | Nelson Piquet         | Williams-Honda             | 7                     | 16           | 43,75%     |
| 1987    | Nelson Piquet         | Williams-Honda             | 4                     | 16           | 25,00%     |
| 1988    | Alain Prost           | McLaren-Honda              | 7                     | 16           | 43,75%     |
| 1989    | Alain Prost           | McLaren-Honda              | 5                     | 16           | 31,25%     |
| 1990    | Riccardo Patrese      | Williams-Renault           | 4                     | 16           | 25,00%     |
| 1991    | Nigel Mansell         | Williams-Renault           | 6                     | 16           | 37,50%     |
| 1992    | Nigel Mansell         | Williams-Renault           | 8                     | 16           | 50,00%     |
| 1993    | Alain Prost           | Williams-Renault           | 6                     | 16           | 37,50%     |
| 1994    | Michael Schumacher    | Benetton-Ford              | 8                     | 16           | 50,00%     |
| 1995    | Michael Schumacher    | Benetton--Renault          | 8                     | 17           | 47,06%     |
| 1996    | Jacques Villeneuve    | Williams-Renault           | 6                     | 16           | 56,25%     |
| 1997    | Heinz-Harald Frentzen | Williams-Renault           | 6                     | 17           | 35,29%     |
| 1998    | Mika Häkkinen         | McLaren-Mercedes           | 6                     | 16           | 37,50%     |
| 1998    | Michael Schumacher    | Ferrari                    | 6                     | 16           | 37,50%     |
| 1999    | Mika Häkkinen         | McLaren-Mercedes           | 6                     | 16           | 37,50%     |
| 2000    | Mika Häkkinen         | McLaren-Mercedes           | 9                     | 17           | 52,94%     |
| 2001    | Ralf Schumacher       | Williams-BMW               | 5                     | 17           | 29,41%     |
| 2002    | Michael Schumacher    | Ferrari                    | 7                     | 17           | 41,18%     |
| 2003    | Michael Schumacher    | Ferrari                    | 5                     | 16           | 31,25%     |
| 2004    | Michael Schumacher    | Ferrari                    | 10                    | 18           | 55,56%     |
| 2005    | Kimi Räikkönen        | McLaren-Mercedes           | 10                    | 19           | 52,63%     |
| 2006    | Michael Schumacher    | Ferrari                    | 7                     | 18           | 38,89%     |
| 2007    | Kimi Räikkönen        | Ferrari                    | 6                     | 17           | 35,29%     |
| 2007    | Felipe Massa          | Ferrari                    | 6                     | 17           | 35,29%     |
| 2008    | Kimi Räikkönen        | Ferrari                    | 10                    | 18           | 55,56%     |
| 2009    | Sebastian Vettel      | Red Bull Racing-Renault    | 3                     | 17           | 17,65%     |
| 2009    | Mark Webber           | Red Bull Racing-Renault    | 3                     | 17           | 17,65%     |
| 2010    | Lewis Hamilton        | McLaren-Mercedes           | 5                     | 19           | 26,32%     |
| 2010    | Fernando Alonso       | Ferrari                    | 5                     | 19           | 26,32%     |
| 2011    | Mark Webber           | Red Bull Racing-Renault    | 7                     | 19           | 36,84%     |
| 2012    | Sebastian Vettel      | Red Bull Racing-Renault    | 6                     | 20           | 30,00%     |
| 2013    | Sebastian Vettel      | Red Bull Racing-Renault    | 7                     | 19           | 36,84%     |
| 2014    | Lewis Hamilton        | Mercedes                   | 7                     | 19           | 36,84%     |
| 2015    | Lewis Hamilton        | Mercedes                   | 8                     | 19           | 42,11%     |
| 2016    | Nico Rosberg          | Mercedes                   | 6                     | 21           | 28,57%     |
| 2017    | Lewis Hamilton        | Mercedes                   | 7                     | 20           | 35,00%     |
| 2018    | Valtteri Bottas       | Mercedes                   | 7                     | 21           | 33,33%     |
| 2019    | Lewis Hamilton        | Mercedes                   | 6                     | 21           | 28,57%     |
| 2020    | Lewis Hamilton        | Mercedes                   | 6                     | 17           | 35,29%     |
| 2021    | Max Verstappen        | Red Bull Racing-Honda      | 6                     | 22           | 27,27%     |
| 2021    | Lewis Hamilton        | Mercedes                   | 6                     | 22           | 27,27%     |
| 2022    | Max Verstappen        | Red Bull Racing-RBPT       | 5                     | 22           | 22,73%     |
| 2023    | Max Verstappen        | Red Bull Racing-Honda RBPT | 9                     | 22           | 40,91%     |
| 2024    | Lando Norris          | McLaren-Mercedes           | 6                     | 24           | 25,00%     |
| 2025 *  | Lando Norris          | McLaren-Mercedes           | 5 *                   | 14 *         | 35,71 *    |

* Seizoen loopt nog.